# Người Colombia
Người Colombia (tiếng Tây Ban Nha: colombianos) là công dân của Colombia. Một người Colombia cũng có thể là một người sinh ra ở nước ngoài có cha mẹ hoặc người giám hộ hợp pháp của Colombia cũng như một người có được quyền công dân Colombia. Colombia là một xã hội đa sắc tộc, nơi sinh sống của những người có nguồn gốc dân tộc, tôn giáo và quốc gia khác nhau. Kết quả là, phần lớn người Colombia không đánh đồng quốc tịch của họ với dân tộc của họ, thường ôm ấp và đồng thời cả hai.
Phần lớn dân số Colombia được tạo thành từ những người nhập cư ở cựu thế giới và con cháu của họ. Sau giai đoạn đầu tiên của cuộc chinh phạt và nhập cư Tây Ban Nha, các làn sóng nhập cư và định cư khác nhau của các dân tộc không bản địa đã diễn ra trong suốt gần sáu thế kỷ và tiếp tục cho đến ngày nay. Các yếu tố của người bản địa và các phong tục, ngôn ngữ và tôn giáo nhập cư gần đây đã kết hợp để tạo thành văn hóa của Colombia và do đó là một bản sắc Colombia hiện đại. Về vấn đề này, Colombia có nhiều điểm tương đồng về văn hóa với các nước láng giềng Nam Mỹ như người Brasil, Venezuela và những sắc tộc khác.

### Người da trắng
Đây là nhóm lớn nhất trong cả nước và Colombia có phần lớn nhân khẩu học gốc châu Âu, như Argentina, Uruguay, Costa Rica và Chile. Khoảng 73 % dân số có nguồn gốc châu Âu, là nhóm lớn nhất trong cả nước.
Hầu hết người Colombia gốc châu Âu chủ yếu là người định cư Tây Ban Nha, trong khi những người châu Âu khác đến trong thế kỷ 19 và 20. Những cuộc di cư này chủ yếu mang lại cho người Ailen, Anh, Hà Lan, Đức, Ashkenazi Do Thái, Thụy Sĩ, Những người nhập cư Đan Mạch, Na Uy, Bồ Đào Nha, Bỉ, Nga, Pháp và Ý di cư đến vùng Caribbean và Andean. Có một số lượng nhỏ hơn các cộng đồng Ba Lan, Hungary, Bulgaria, Litva, Ukraina, Séc, Hy Lạp và Croatia đã di cư trong Thế chiến thứ hai và Chiến tranh Lạnh.

### Mestizo
12 % người Colombia là Mestizo hợp gốc châu Âu và người Mỹ bản địa.

### Ả Rập/Levantine
Nhiều người Ả Rập Trung Đông di cư đến Colombia đến từ Lebanon, Israel, Jordan, Syria và Palestine để thoát khỏi áp lực và khó khăn kinh tế từ Đế quốc Ottoman-Thổ Nhĩ Kỳ. Lebanon, Syria và Palestine vào thời điểm đó là các lãnh thổ của Ottoman và được coi là Thổ Nhĩ Kỳ khi người Ả Rập từ Trung Đông lần đầu tiên đến cảng Colombia. Colombia có 700.000 con cháu người Lebanon và máu trực tiếp, và 1,5 triệu tổ tiên người Lebanon và một phần máu. Nhiều người Lebanon gốc Syria sống ở vùng Caribbean của Colombia: Cartagena, Santa Marta, Maicao, Riohacha, Valledupar, Santa Cruz de Lorica, Fundación, Aracataca, Ayapel, Calamar, Ciénaga, Sincelejo, Cereté, Montería và Barranquilla trong lưu vực sông Magdalena. Nhiều người Ả Rập đã chuyển đổi tên của họ thành tiếng Tây Ban Nha để họ có thể nhanh chóng làm quen với những người nhập cư. Ví dụ, một số người Ả Rập có tên như Harb, Ñeca, Doura, Larach và Salibe, nhưng đã được đổi tên thành Guerra, Domínguez, Durán, Lara và Cristo, tương ứng. Khoảng 4 % dân số có nguồn gốc Ả Rập hoặc Levantine.

### Người Colombia gốc Phi
8 % người Colombia hoàn toàn là người châu Phi da đen hoặc người da đen (người châu Phi và châu Âu hỗn hợp), và người châu Phi da đen đến làm nô lệ ở vùng thấp, chủ yếu dọc theo bờ biển, vào đầu thế kỷ 16 và 19.

### Thổ dân châu Mỹ
Trước khi thực dân Tây Ban Nha, nhiều người Mỹ bản địa sống ở lãnh thổ Colombia. Hiện tại có 102 cộng đồng, trong đó 1,5 triệu người bản địa, chủ yếu ở rừng rậm của đất nước, đại diện cho 3 % dân số của đất nước.
Trước khi thực dân Tây Ban Nha, lãnh thổ Colombia có nhiều người Mỹ bản địa sinh sống. Văn hóa cổ xưa của Colombia đã được tạo ra bởi ba nhóm chính. Quimbayas, Chibchas và Kalina, sống ở sườn phía tây của trung tâm Andes. Văn hóa Muisca, một phần của nhóm ChibCha tương đối lớn, được biết đến với việc tiêu tiền và trở thành nguồn gốc của huyền thoại El Dorado, nhưng bây giờ ba nhóm chỉ khoảng 3,4 % Mặc dù đây là một nhóm thiểu số, hơn 15 nhóm dân tộc Họ hiện đang sống ở Colombia.